# 쌍용 코란도
KGM 코란도(KGM Korando)는 KG모빌리티의 준중형 SUV이다.

## 1세대(KH-7)

### 지프/코란도(1969년11월~1995년7월)

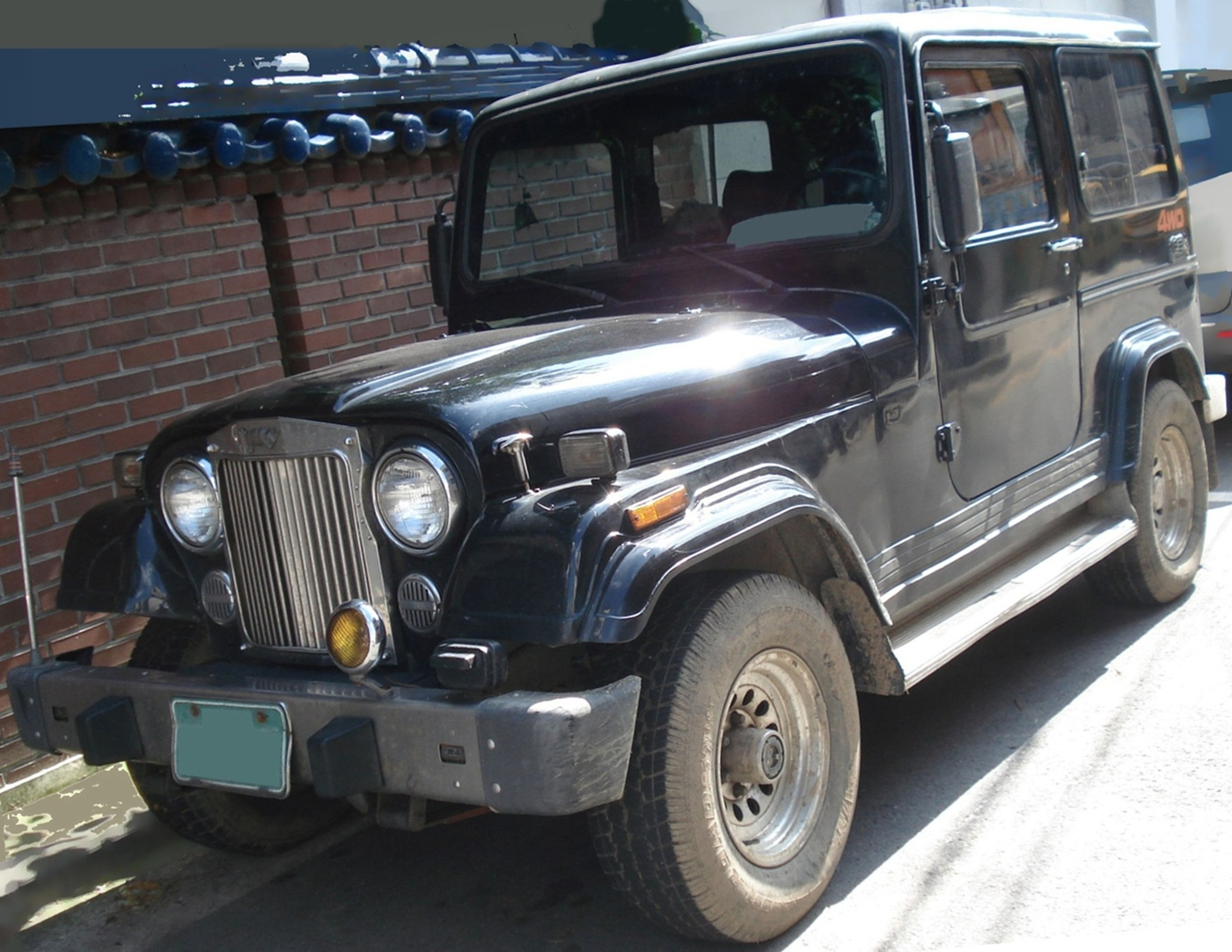
쌍용 코란도 정측면

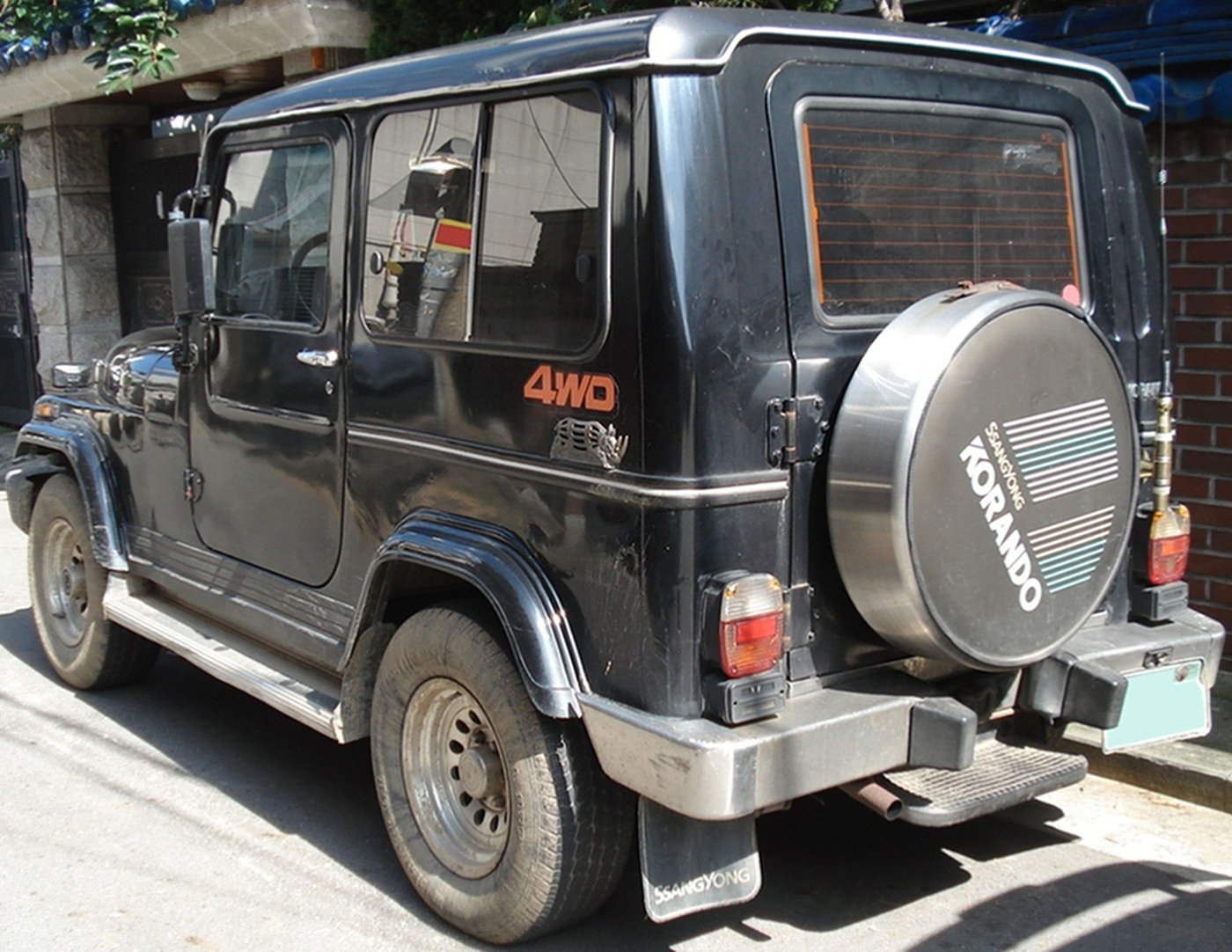
쌍용 코란도 후측면

1969년 11월에 미국 카이저(Kaiser)의 지프 CJ-5를 라이센스 생산하여 대한민국 역사상 두번째 SUV이자 4WD 자동차인 신진 지프가 출시되었다. 당초에는 75마력의 2.2ℓ 허리케인 가솔린 엔진을 탑재하였다. 1971년 9월에 라인업 확장으로 대한민국 역사상 첫번째 SUV 기반의 픽업 트럭과 10인승 롱 바디 스테이션 왜건이 출시되었다. 1974년 4월에 신진자동차공업이 미국의 아메리칸 모터스(AMC)와 합작으로 신진지프자동차(이후 신진자동차로 사명 변경)를 설립하며, 지프의 전용 공장이 부산직할시 부산진구 주례동(현재는 사상구 관할)에 완공되었고, 생산 거점이 1979년 12월에 평택공장 준공으로 이관되었다. 1974년 9월에 100마력의 3.8 6기통 엔진으로 변경되었고, 10인승을 대체하는 12인승이 출시되었다. 1978년 8월에는 판매 부진을 이유로 AMC가 지분을 전량 회수하여 대한민국에서 철수하는 바람에 국내 법인이 되었다. 1970년대에 터진 유류 파동으로 인하여 1979년 7월에 이스즈제 경제적인 85마력의 2.8 4BA1 디젤 엔진을 장착하여 인기를 만회하게 되었다. 1978년에 AMC의 지분 철수를 계기로, 이렇게 만든 디젤 지프를 1979년에 리비아로 수출하게 되었는데, 당시 리비아와 미국은 적대 관계에 있었고, AMC는 공산 국가에 수출하지 않는다는 약속을 어겼음을 이유로 지프 브랜드 사용 계약의 연장을 불허하게 되었다. 1980년 12월에는 1981년형으로 익스테리어가 크게 변경된 5인승 CJ-7 수퍼스타, 6인승 CJ-7 패트롤, SR-7이 시판되었으나, 1979년의 리비아 수출이 화근이 되어 신진자동차는 1981년 3월에 주식회사 거화로 사명을 변경하였다. 1982년에는 12인승 롱 바디의 외형이 크게 변경된 뉴 훼미리와 익스테리어가 크게 변경된 픽업 트럭이 출시되었고, 같은 해 11월에는 9인승 훼미리 디럭스가 출시되었다. 그러나 지프라는 차명을 더 이상 사용할 수 없게 되어 1983년 3월부터 차명이 지프에서 코란도로 변경되어 코란도의 1세대 모델이 되기 시작하였다.(단, 1985년 1월까지는 차명이 코란도 지프였음.) 1984년 9월부터 등화관제등 의무 부착에 의해 대한민국 국내 판매 사양에는 등화관제등이 부착되었다. 1985년 2월에는 1985년형의 출시로 대대적인 인테리어의 변경 및 이스즈제 75마력의 2.2ℓ C223 디젤 엔진으로 변경되었으며, 그와 동시에 라인업의 정리로 픽업 트럭이 단종되고 롱 바디 훼미리는 9인승으로 변경되었다. 같은 해 6월에는 이스즈제 2.0ℓ G200Z 가솔린 엔진이 탑재된 가솔린 사양이 추가되었다. 1986년 6월에는 거화자동차가 동아자동차에 흡수되고 테일게이트가 크게 변경되었으며, 이후, 동아자동차에서 쌍용자동차로 사명이 변경되고 1991년 7월에 푸조제 79마력의 2.5ℓ XD3P 디젤 엔진을 얹은 RV 사양과 이스즈제 120마력의 2.6ℓ 4ZE1 가솔린 엔진의 RX 2.6i 사양이 추가되었다. 1993년 2월에는 인테리어가 크게 변경되었으며, 풀 모델 체인지 없이 27년가량 생산되었던 대한민국의 최장수 차종이다.

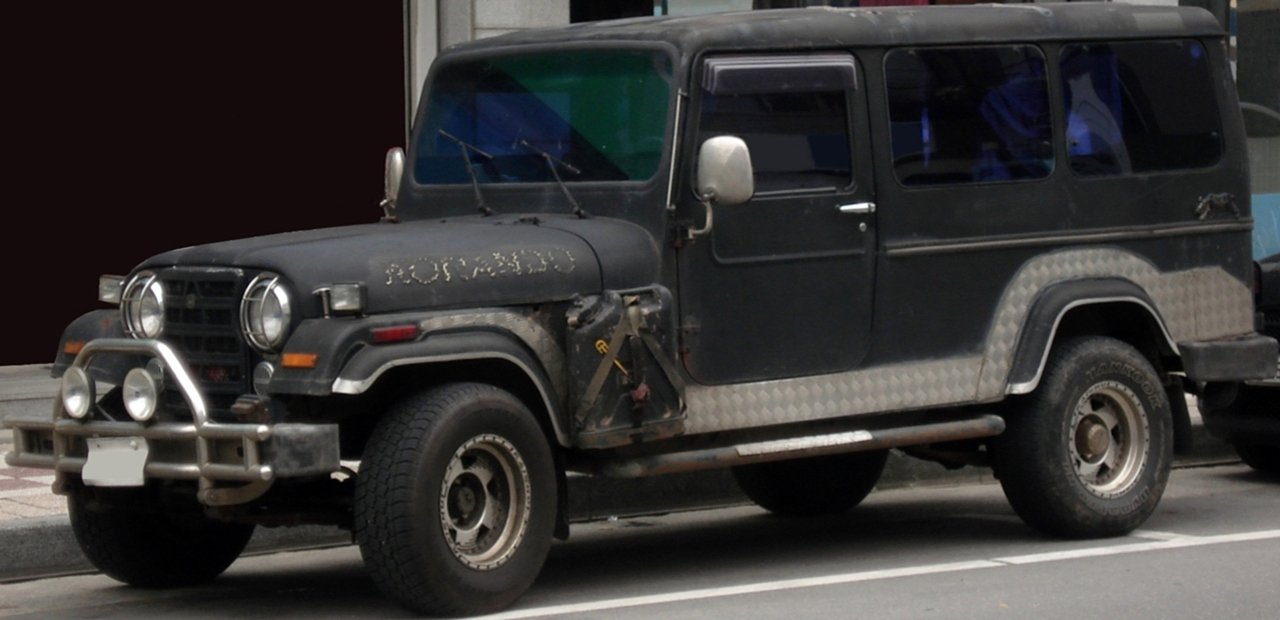
쌍용 코란도(롱 바디) 정측면
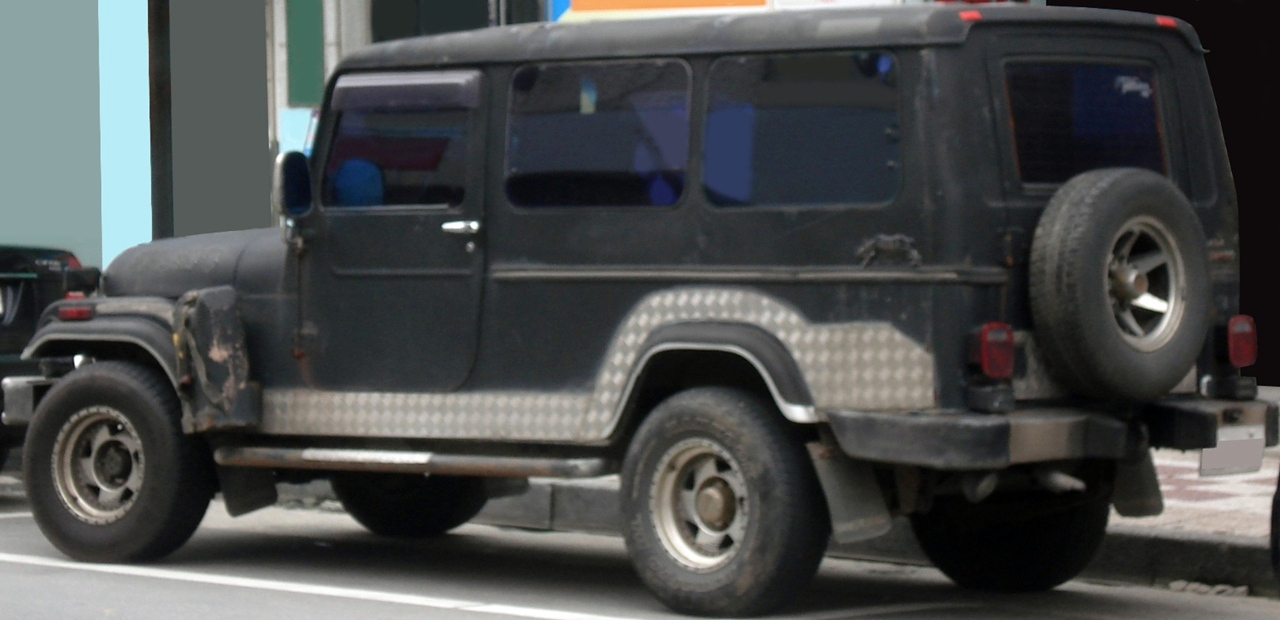
쌍용 코란도(롱 바디) 후측면
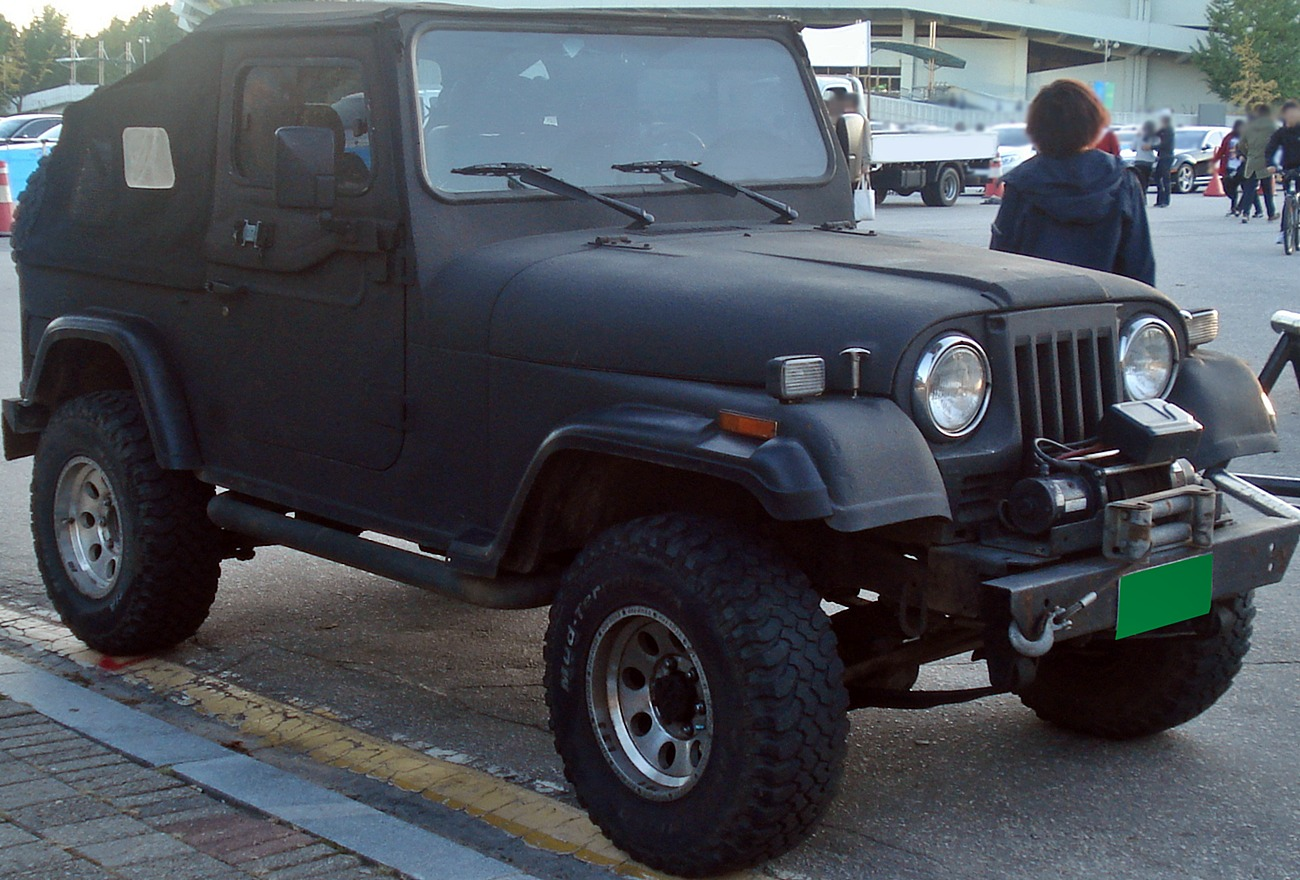
쌍용 코란도(소프트 탑) 정측면
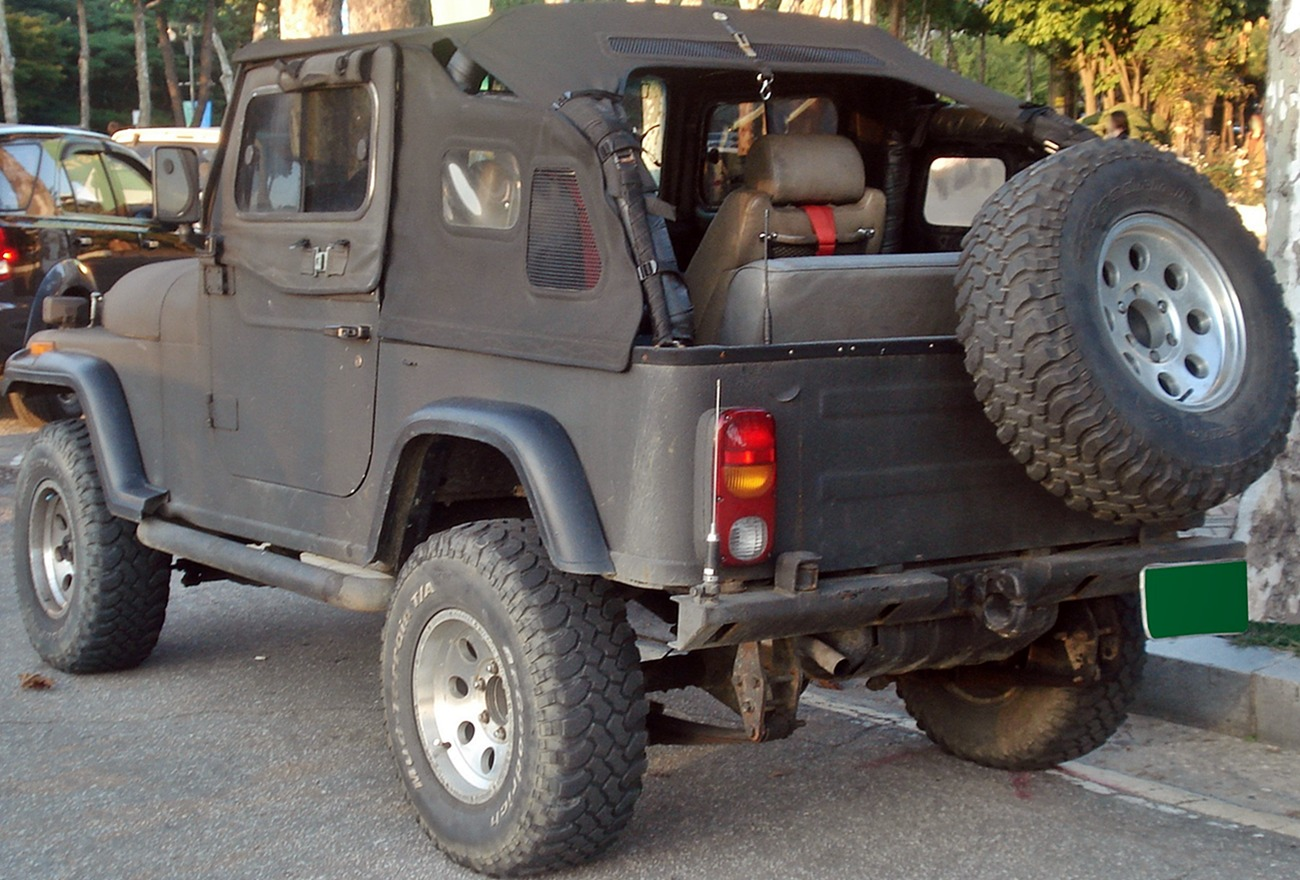
쌍용 코란도(소프트 탑) 후측면

#### 제원
| 전장 (mm)            | 3,860                       | 4,680                             | 4,680                         | 4,680                         |     |
| 전폭 (mm)            | 1,700                       | 1,700                             | 1,700                         |                               |     |
| 전고 (mm)            | 1,850~1,900                 | 1,900                             | 1,900                         |                               |     |
| 축거 (mm)            | 2,390                       | 2,895                             | 2,895                         | 2,895                         |     |
| 윤거 (전, mm)        | 1,310                       | 1,370                             | 1,370                         | 1,370                         |     |
| 윤거 (후, mm)        | 1,270                       | 1,330                             | 1,330                         | 1,330                         |     |
| 공차중량 (kg)        | 1,440~1,585                 | 1,800                             | 1,800                         | 1,800                         |     |
| 적재중량 (kg)        | 500(2인승 밴, 3인승 밴)     | 750(2인승 밴, 3인승 밴, 픽업)     | 750(2인승 밴, 3인승 밴, 픽업) | 750(2인승 밴, 3인승 밴, 픽업) |     |
| 승차 정원            | 2명(밴) 3명(밴) 4명 5명 6명 | 2명(밴) 3명(밴) 5명 9명 10명 12명 | 2명                           | 2명                           | 2명 |
| 변속기               | 수동 4단 수동 5단           | 수동 4단 수동 5단                 | 수동 4단 수동 5단             |                               |     |
| 서스펜션 (전/후)     | 리프 스프링/리프 스프링     | 리프 스프링/리프 스프링           | 리프 스프링/리프 스프링       |                               |     |
| 구동 형식            | 4륜 구동                    | 4륜 구동                          | 4륜 구동                      |                               |     |
| 엔진 형식            | -                           | -                                 | -                             |                               |     |
| 연료                 | 가솔린/디젤                 | 가솔린/디젤                       | 가솔린/디젤                   |                               |     |
| 배기량 (cc)          | -                           | -                                 | -                             |                               |     |
| 최고 출력 (ps/rpm)   | -                           | -                                 | -                             |                               |     |
| 최대 토크 (kg*m/rpm) | -                           | -                                 | -                             |                               |     |
| 공차 중량 (kg)       | -                           | -                                 | -                             |                               |     |
| 연비 (km/ℓ)          | -                           | -                                 | -                             |                               |     |
| Co2 배출량 (g/km)    | -                           | -                                 | -                             |                               |     |

## 2세대(KJ)

### 뉴 코란도(1996년7월~2005년10월)

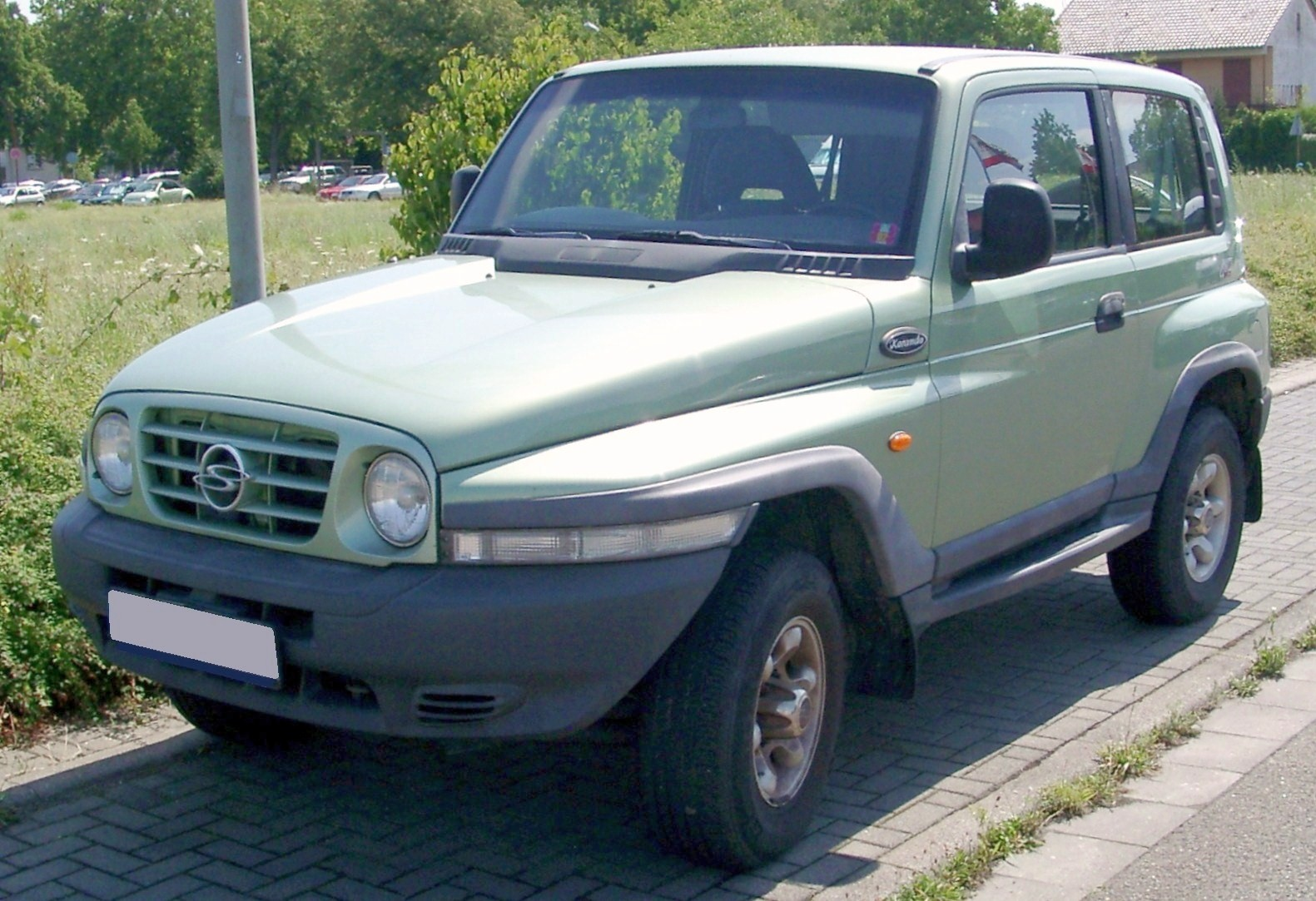
쌍용 뉴 코란도(전기형) 정측면

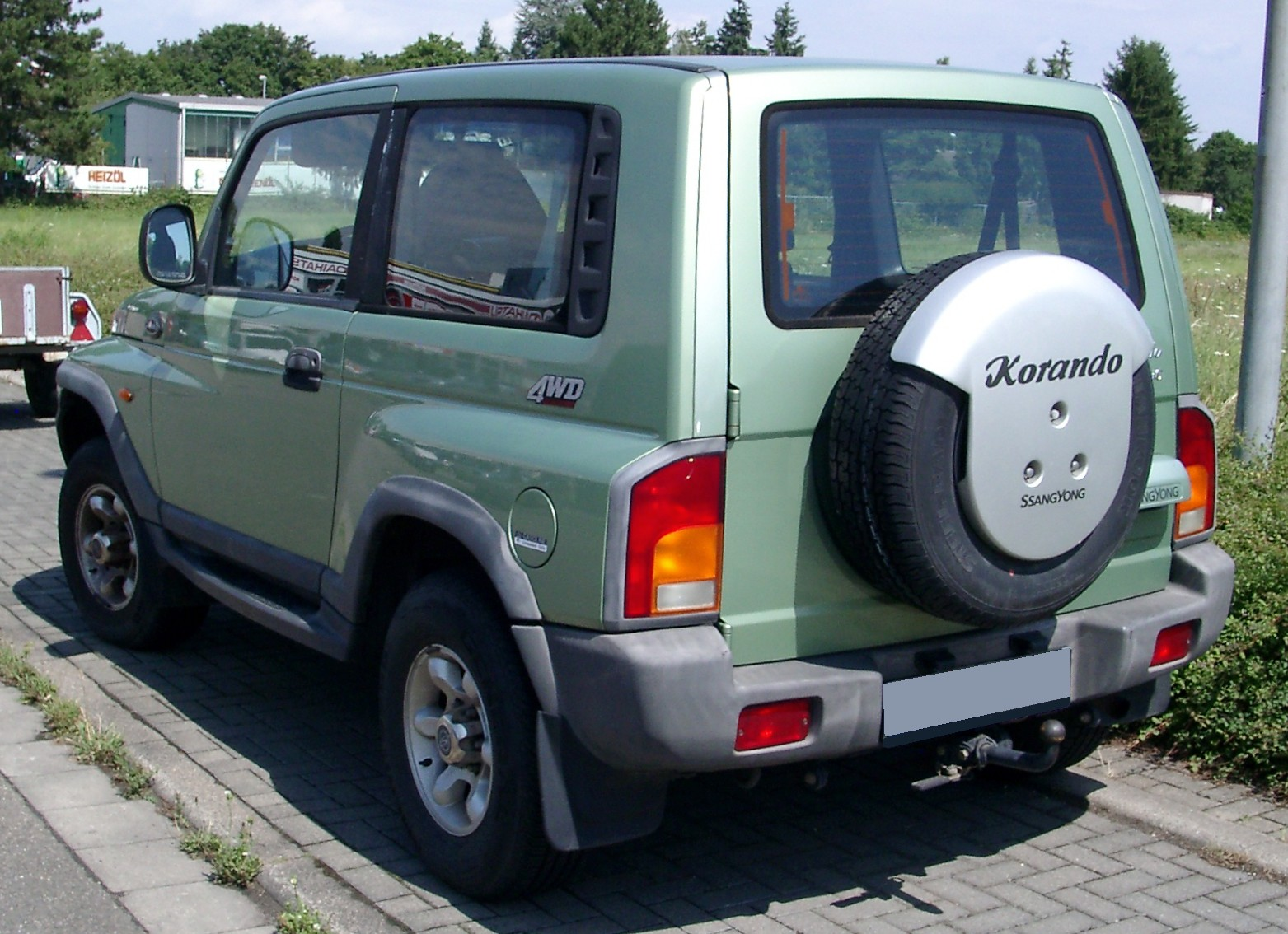
쌍용 뉴 코란도(전기형) 후측면

1995년에 독일에서 개최된 프랑크푸르트 모터쇼에서 처음 공개되었고, 1996년 7월에 출시되었다. 기존 1세대의 모습을 답습하면서도 현대적인 느낌이 강조된 네오 클래식 디자인이 특징이었다. 처음에는 보그워너제 5단 수동변속기만 적용되었으나, 같은 해 10월에 메르세데스-벤츠제 4단 자동변속기가 추가되었다. 파워트레인은 무쏘의 것을 공용하여 2.9ℓ 디젤 엔진, 2.3ℓ 디젤 엔진, 2.3ℓ 가솔린 엔진, 3.2ℓ 가솔린 엔진을 얹는 등 무쏘와 이스타나에 이어 메르세데스-벤츠의 엔진이 적용되었다. 1997년 5월에는 적재 공간이 마련되어 화물차로 분류되는 2인승 밴의 추가되었는데, 한때 승용차로 분류되는 5인승보다 높은 판매량을 기록하였다. 1998년에는 테일 램프와 아웃 사이드미러의 디자인이 변경되었다. 한때 쌍용자동차가 대우자동차(한국GM의 전신)에 인수되어 대우자동차 엠블럼을 달고 판매되기도 하였다. 1999년에는 79마력의 2.3ℓ 디젤 엔진이 101마력의 2.3ℓ 디젤 터보 엔진으로 대체되었다. 여기에 2.9ℓ 디젤 엔진은 120마력의 2.9ℓ 터보 인터쿨러 디젤 엔진으로 강화되고 147마력의 2.3ℓ 가솔린 엔진, 211마력의 3.2ℓ 가솔린 엔진으로 재편성되어 출력의 갈증을 해소하였다. 4단 자동변속기의 경우, 기존의 메르세데스-벤츠제에서 비트라제로 변경되었다. 2004년 7월 5일에는 기존 2.3ℓ 가솔린 엔진과 3.2ℓ 가솔린 엔진, 2.3ℓ 터보 디젤 엔진, 2.9ℓ 디젤 엔진이 배출 가스 규정 미달로 인하여 단종되고, 120마력의 2.9ℓ 터보 인터쿨러 디젤 엔진으로 단일화되었다. 동시에 스페어 타이어 커버, 라디에이터 그릴, 범퍼 가드, 계기판의 디자인이 바뀌고, 우드 그레인에서 메탈 그레인으로 변경되었다. 하지만 현대 투싼과 기아 스포티지 2세대 등 전륜구동 모노코크 바디 준중형 SUV의 등장으로 인하여 판매량이 감소되기 시작하였고, 결국 2005년 10월에 후속 차종인 액티언의 출시로 단종되었다. 2014년까지 뉴 코란도의 조립 생산 라인은 뉴 무쏘 및 무쏘 스포츠와 함께 러시아의 완성차 생산 업체인 타가즈에 수출되었다. 한때 대한민국에서 생산되는 부품을 수입하여 타거(Tager, 러시아어: ТагАЗ Тагер)라는 차명으로 현지에서 조립, 생산되었으며, 타가즈에서는 뉴 코란도의 엔진, 전장 부품 등 일부 사항만을 변경한 3도어와 타가즈에서 자체 개발하여 축거와 전장을 늘린 5도어를 생산 및 판매하였다. 관련 사항은 타가즈 웹 사이트 내 타거 소개 페이지에서 확인해 볼 수 있었다.

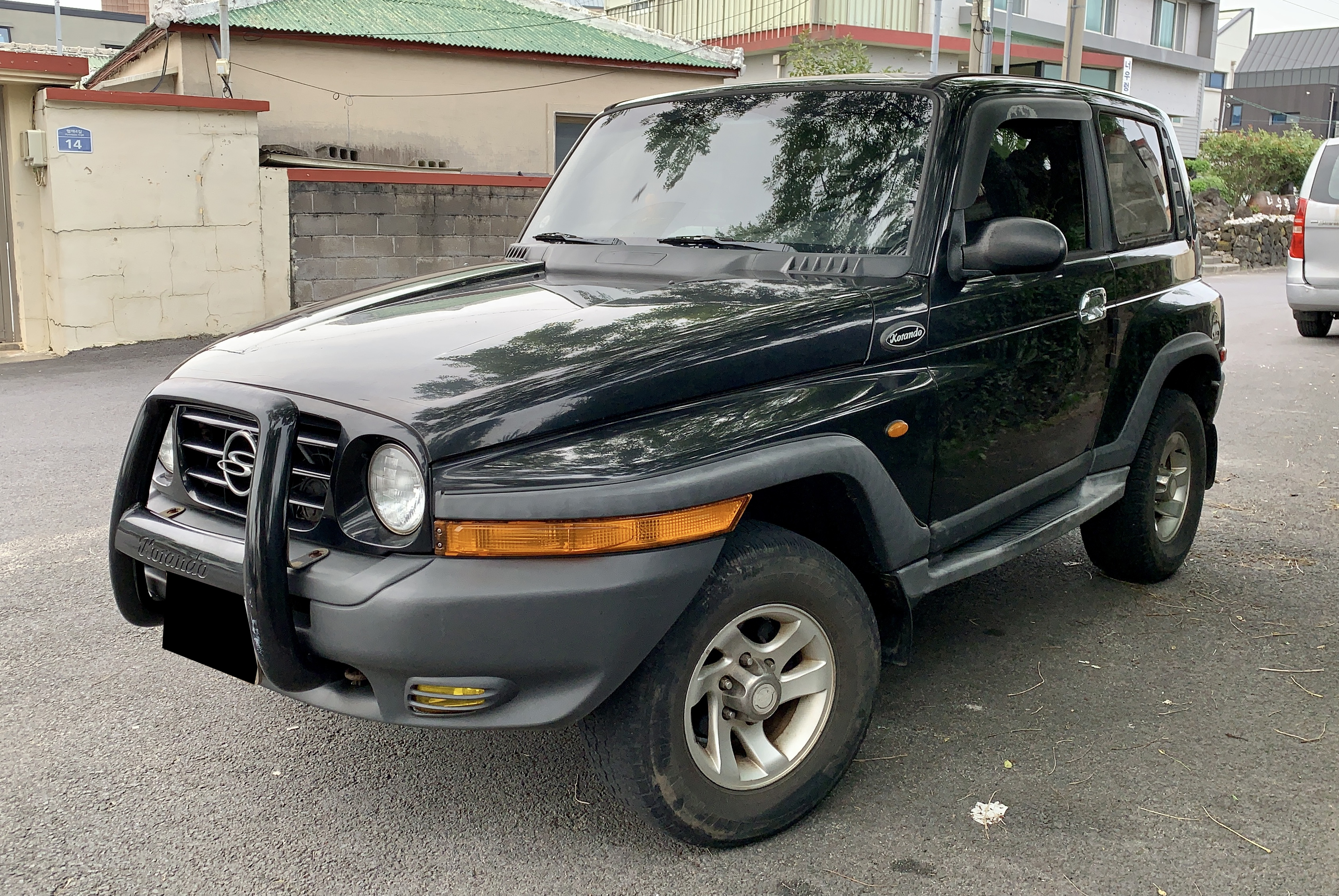
쌍용 뉴 코란도(중기형) 정측면
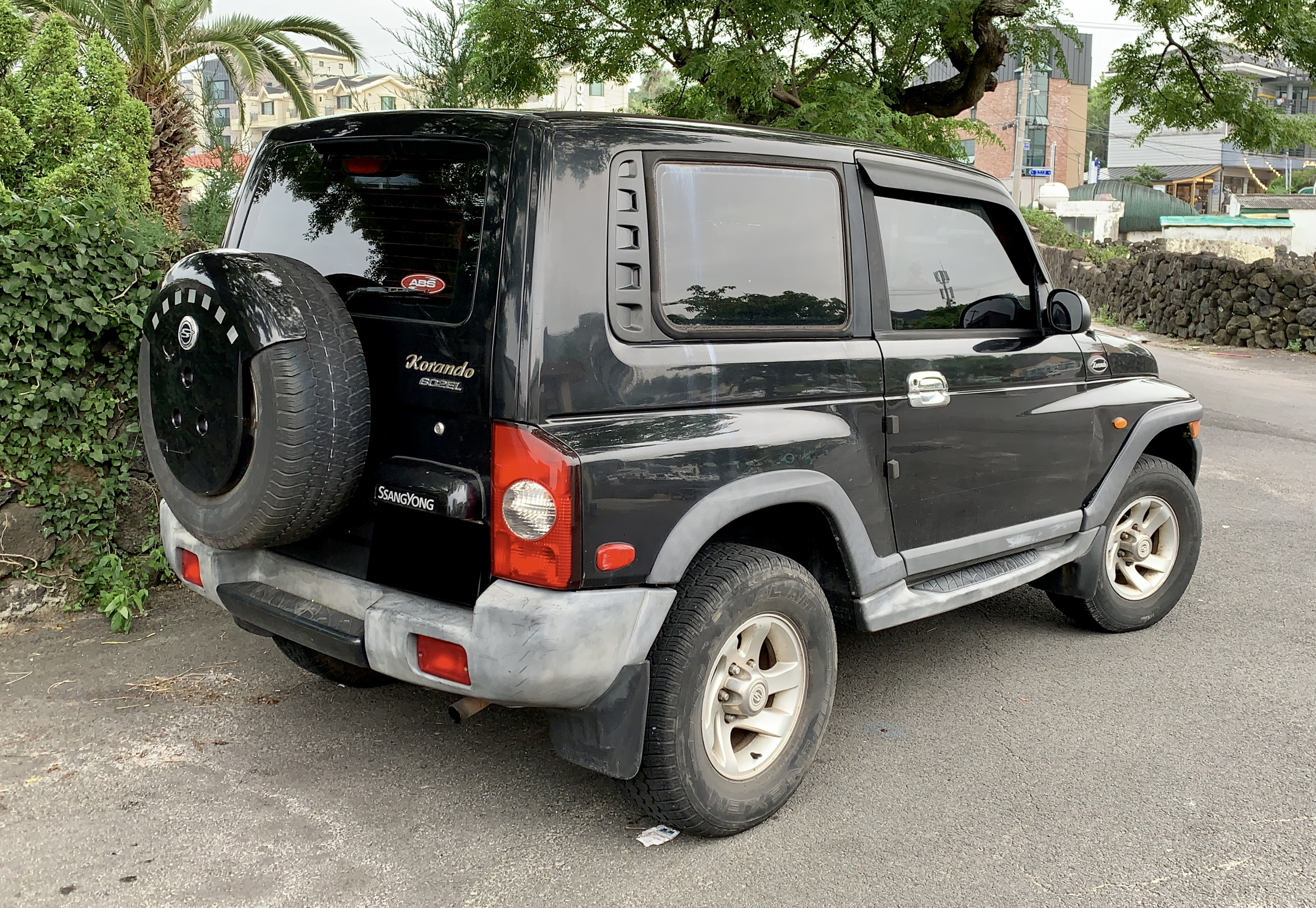
쌍용 뉴 코란도(중기형) 후측면
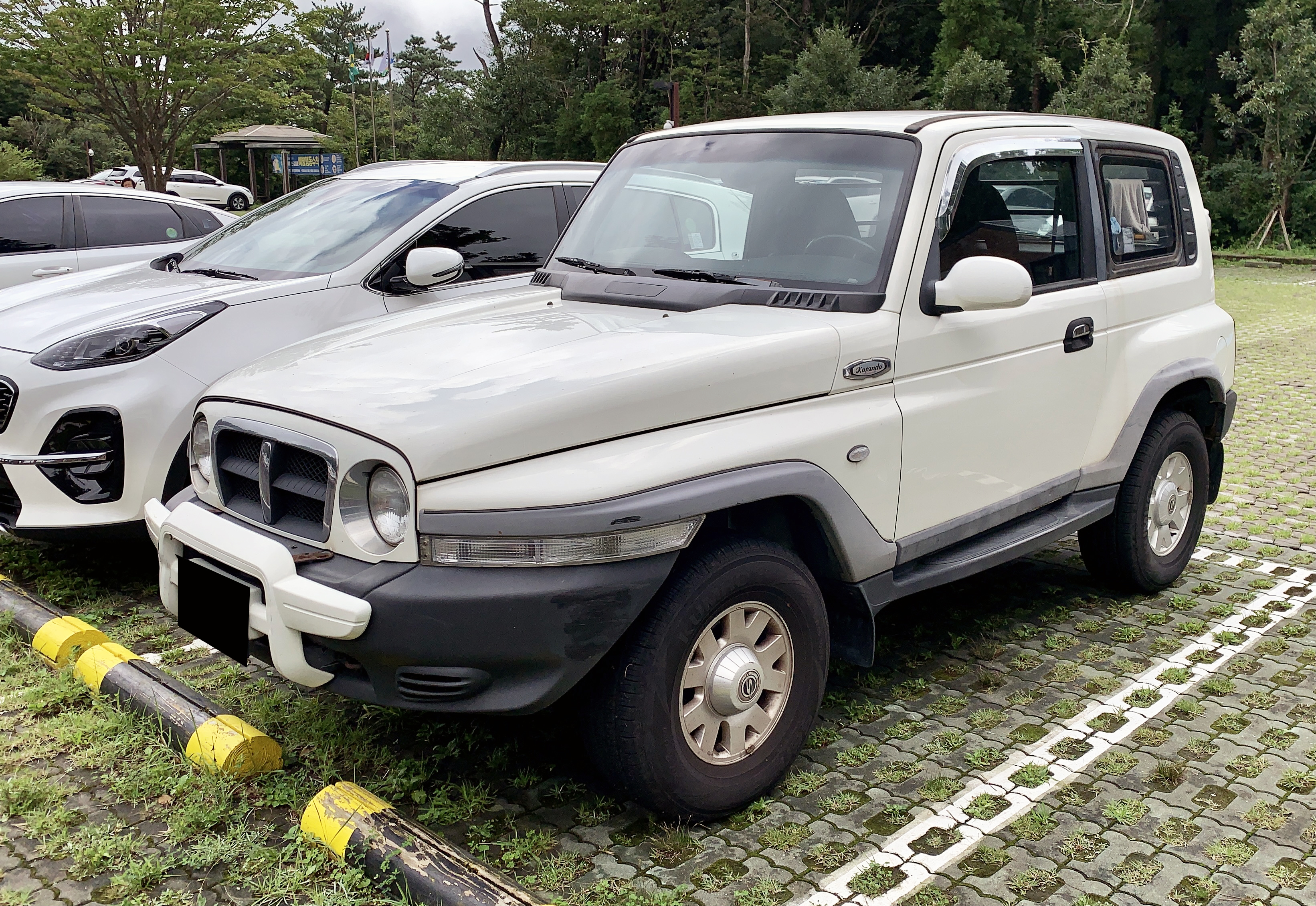
쌍용 뉴 코란도(후기형) 정측면
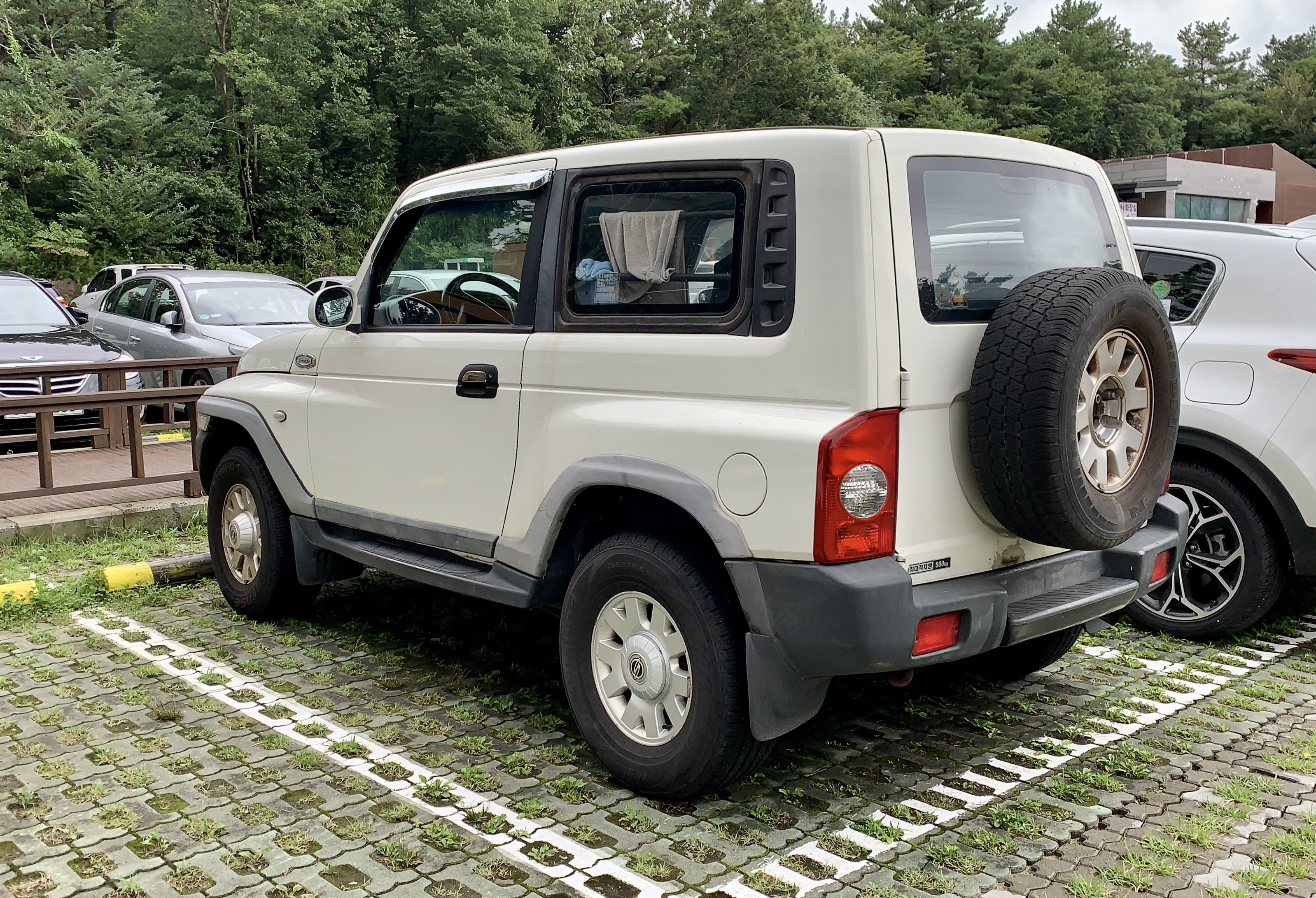
쌍용 뉴 코란도(후기형) 후측면

제원
| 전장 (mm)            | 4,340 4,420(범퍼 가드 적용 시)    | 4,340 4,420(범퍼 가드 적용 시)                                                                      | 4,340 4,420(범퍼 가드 적용 시)                                                                      | 4,340 4,420(범퍼 가드 적용 시)                                                                    | 4,340 4,420(범퍼 가드 적용 시)                                                                    | 4,340 4,420(범퍼 가드 적용 시)                                                                    | 4,340 4,420(범퍼 가드 적용 시)                                                                    | 4,340 4,420(범퍼 가드 적용 시) | 4,340 4,420(범퍼 가드 적용 시) | 4,340 4,420(범퍼 가드 적용 시) |                           |                           |                           |                           |                           |                           |                           |                        |
| 전폭 (mm)            | 1,855                             | 1,855                                                                                               | 1,855                                                                                               | 1,855                                                                                             | 1,855                                                                                             | 1,855                                                                                             | 1,855                                                                                             | 1,855                          | 1,855                          | 1,855                          |                           |                           |                           |                           |                           |                           |                           |                        |
| 전고 (mm)            | 1,840                             | 1,840                                                                                               | 1,840                                                                                               | 1,840                                                                                             | 1,840                                                                                             | 1,840                                                                                             | 1,840                                                                                             | 1,840                          | 1,840                          | 1,840                          |                           |                           |                           |                           |                           |                           |                           |                        |
| 축거 (mm)            | 2,480                             | 2,480                                                                                               | 2,480                                                                                               | 2,480                                                                                             | 2,480                                                                                             | 2,480                                                                                             | 2,480                                                                                             | 2,480                          | 2,480                          | 2,480                          |                           |                           |                           |                           |                           |                           |                           |                        |
| 윤거 (전, mm)        | 1,510                             | 1,510                                                                                               | 1,510                                                                                               | 1,510                                                                                             | 1,510                                                                                             | 1,510                                                                                             | 1,510                                                                                             | 1,510                          | 1,510                          | 1,510                          |                           |                           |                           |                           |                           |                           |                           |                        |
| 윤거 (후, mm)        | 1,520                             | 1,520                                                                                               | 1,520                                                                                               | 1,520                                                                                             | 1,520                                                                                             | 1,520                                                                                             | 1,520                                                                                             | 1,520                          | 1,520                          | 1,520                          |                           |                           |                           |                           |                           |                           |                           |                        |
| 승차 정원            | 2명(밴) 4명(소프트탑) 5명(하드탑) | 2명(밴) 4명(소프트탑) 5명(하드탑)                                                                   | 2명(밴) 4명(소프트탑) 5명(하드탑)                                                                   | 2명(밴) 4명(소프트탑) 5명(하드탑)                                                                 | 2명(밴) 4명(소프트탑) 5명(하드탑)                                                                 | 2명(밴) 4명(소프트탑) 5명(하드탑)                                                                 | 2명(밴) 4명(소프트탑) 5명(하드탑)                                                                 | 4명(소프트탑) 5명(하드탑)      | 4명(소프트탑) 5명(하드탑)      | 4명(소프트탑) 5명(하드탑)      | 4명(소프트탑) 5명(하드탑) | 4명(소프트탑) 5명(하드탑) | 4명(소프트탑) 5명(하드탑) | 4명(소프트탑) 5명(하드탑) | 4명(소프트탑) 5명(하드탑) | 4명(소프트탑) 5명(하드탑) | 4명(소프트탑) 5명(하드탑) |                        |
| 변속기               | 수동 5단 자동 4단                 | 수동 5단 자동 4단                                                                                   | 수동 5단 자동 4단                                                                                   | 수동 5단 자동 4단                                                                                 | 수동 5단 자동 4단                                                                                 | 수동 5단 자동 4단                                                                                 | 수동 5단 자동 4단                                                                                 | 자동 4단                       | 자동 4단                       | 자동 4단                       | 자동 4단                  | 자동 4단                  | 자동 4단                  | 자동 4단                  | 자동 4단                  | 자동 4단                  | 자동 4단                  |                        |
| 서스펜션 (전/후)     | 더블 위시본/5링크 코일 스프링     | 더블 위시본/5링크 코일 스프링                                                                       | 더블 위시본/5링크 코일 스프링                                                                       | 더블 위시본/5링크 코일 스프링                                                                     | 더블 위시본/5링크 코일 스프링                                                                     | 더블 위시본/5링크 코일 스프링                                                                     | 더블 위시본/5링크 코일 스프링                                                                     | 더블 위시본/5링크 코일 스프링  | 더블 위시본/5링크 코일 스프링  | 더블 위시본/5링크 코일 스프링  |                           |                           |                           |                           |                           |                           |                           |                        |
| 구동 형식            | 4륜 구동                          | 후륜 구동                                                                                           | 4륜 구동                                                                                            | 후륜 구동                                                                                         | 4륜 구동                                                                                          | 후륜 구동                                                                                         | 4륜 구동                                                                                          | 4륜 구동                       | 4륜 구동                       | 4륜 구동                       | 4륜 구동                  | 4륜 구동                  | 4륜 구동                  | 4륜 구동                  | 4륜 구동                  | 4륜 구동                  |                           |                        |
| 연료                 | 디젤                              | 디젤                                                                                                | 디젤                                                                                                | 디젤                                                                                              | 디젤                                                                                              | 디젤                                                                                              | 디젤                                                                                              | 가솔린                         | 가솔린                         | 가솔린                         | 가솔린                    | 가솔린                    | 가솔린                    | 가솔린                    | 가솔린                    | 가솔린                    | 가솔린                    |                        |
| 배기량 (cc)          | 2,299                             | 2,299                                                                                               | 2,299                                                                                               | 2,874                                                                                             | 2,874                                                                                             | 2,874                                                                                             | 2,874                                                                                             | 2,295                          | 3,199                          |                                |                           |                           |                           |                           |                           |                           |                           |                        |
| 최고 출력 (ps/rpm)   | 79/4,000                          | 101/4,000                                                                                           | 101/4,000                                                                                           | 95/4,000                                                                                          | 95/4,000                                                                                          | 120/4,000                                                                                         | 120/4,000                                                                                         | 149/5,300                      | 218/6,000                      | 218/6,000                      | 218/6,000                 | 218/6,000                 | 218/6,000                 | 218/6,000                 | 218/6,000                 | 218/6,000                 | 218/6,000                 | 218/6,000              |
| 최대 토크 (kg*m/rpm) | 16.2/2,400                        | 21.5/2,400                                                                                          | 21.5/2,400                                                                                          | 19.6/2,400                                                                                        | 19.6/2,400                                                                                        | 25.5/2,400                                                                                        | 25.5/2,400                                                                                        | 21.7/4,000                     | 30.6/4,000                     |                                |                           |                           |                           |                           |                           |                           |                           |                        |
| 연비 (km/ℓ)          | 12.4(4륜 구동 수동 5단)           | 12.7(후륜 구동 수동 5단)/ 10.4(후륜 구동 자동 4단) 12.5(4륜 구동 수동 5단)/ 10.1(4륜 구동 자동 4단) | 12.7(후륜 구동 수동 5단)/ 10.4(후륜 구동 자동 4단) 12.5(4륜 구동 수동 5단)/ 10.1(4륜 구동 자동 4단) | 11.1(후륜 구동 수동 5단)/ 9.0(후륜 구동 자동 4단) 11.0(4륜 구동 수동 5단)/ 8.9(4륜 구동 자동 4단) | 11.1(후륜 구동 수동 5단)/ 9.0(후륜 구동 자동 4단) 11.0(4륜 구동 수동 5단)/ 8.9(4륜 구동 자동 4단) | 11.1(후륜 구동 수동 5단)/ 9.1(후륜 구동 자동 4단) 11.0(4륜 구동 수동 5단)/ 9.0(4륜 구동 자동 4단) | 11.1(후륜 구동 수동 5단)/ 9.1(후륜 구동 자동 4단) 11.0(4륜 구동 수동 5단)/ 9.0(4륜 구동 자동 4단) | 7.7(4륜 구동 자동 4단)         | 6.8(4륜 구동 자동 4단)         | 6.8(4륜 구동 자동 4단)         | 6.8(4륜 구동 자동 4단)    | 6.8(4륜 구동 자동 4단)    | 6.8(4륜 구동 자동 4단)    | 6.8(4륜 구동 자동 4단)    | 6.8(4륜 구동 자동 4단)    | 6.8(4륜 구동 자동 4단)    | 6.8(4륜 구동 자동 4단)    | 6.8(4륜 구동 자동 4단) |

## 3세대(C200)

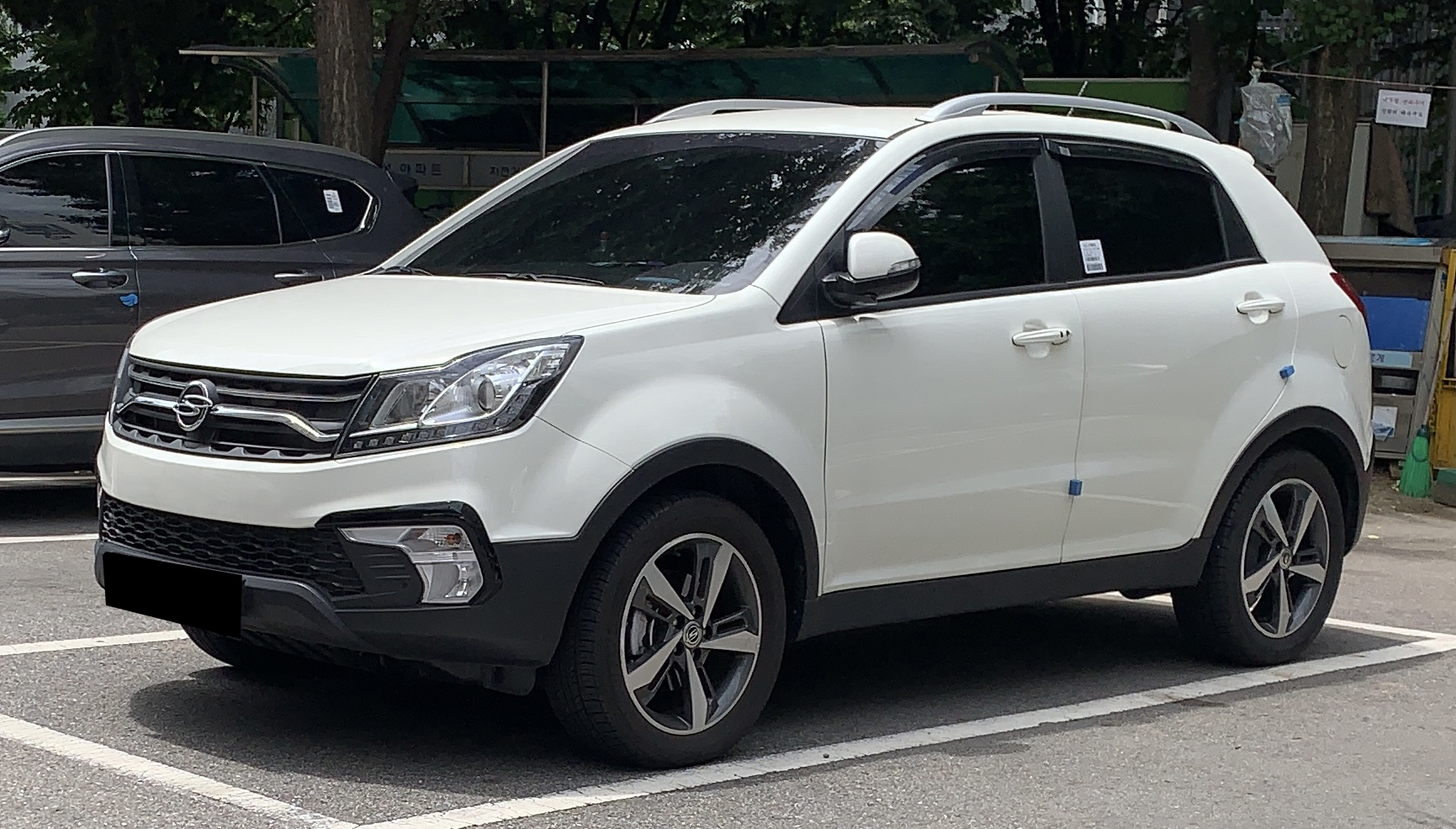
쌍용 뉴 코란도 C 정측면

## 4세대(C300)

### 뷰티풀 코란도(2019년2월~2025년4월 30일)

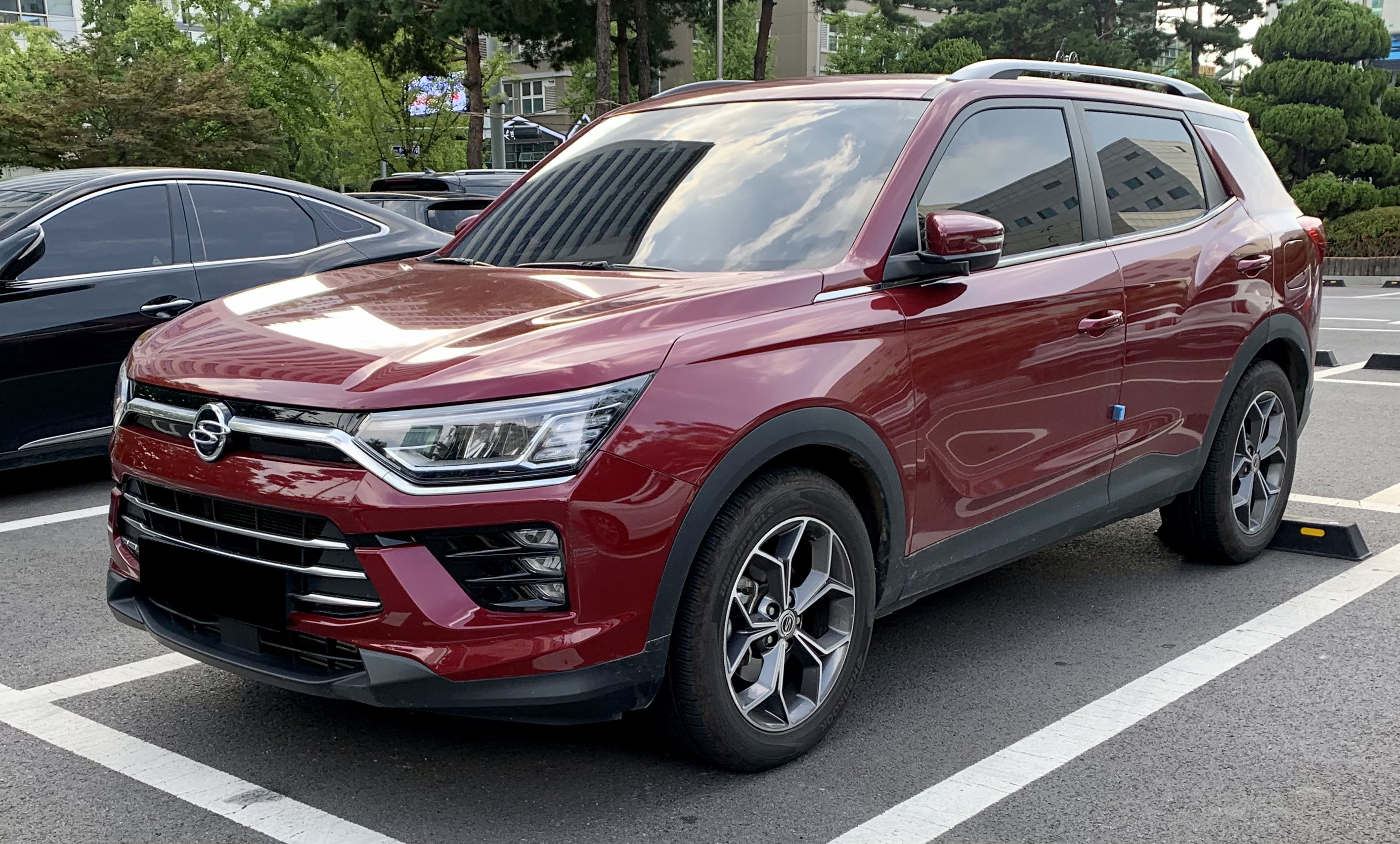
쌍용 뷰티풀 코란도 정측면

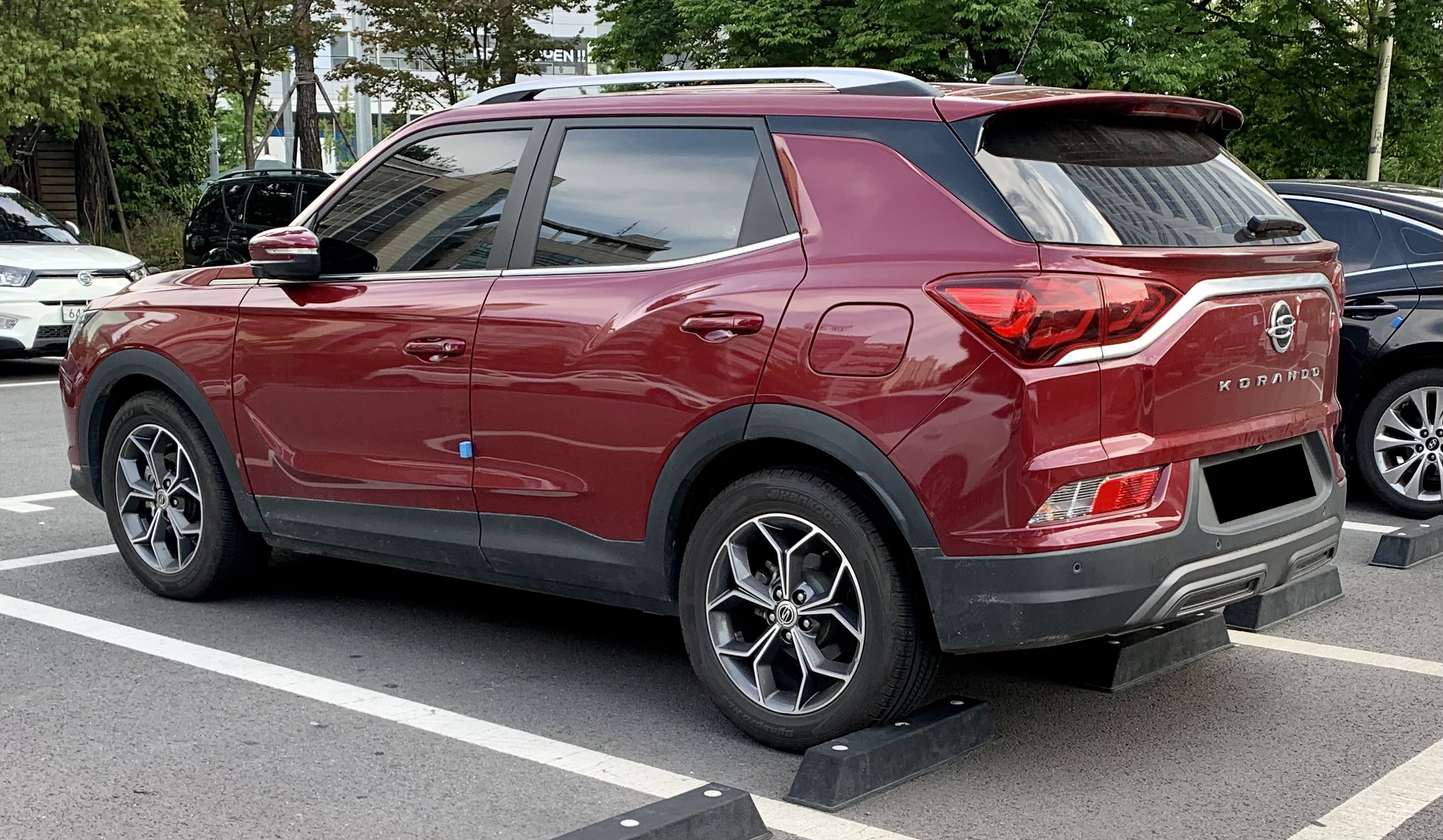
쌍용 뷰티풀 코란도 후측면

2019년 2월 26일에 출시되었다. 로우 앤 와이드의 컨셉트가 반영된 차체에 캐릭터 라인은 그리스 로마 신화에 등장하는 헤라클레스에서 영감을 얻었고 티볼리와 궤를 같이 하는 패밀리 룩이 적용되었다. 동급 최초로 운전석 전동식 요추 받침대(4 방향)가 적용되었고 1열 통풍 시트는 쿠션과 등받이 등 2곳에 블로워 모터가 적용되어 쾌적한 주행을 선사한다. 10.25인치 풀 디지털 클러스터, 9인치 AVN, 인피니티 무드 램프 등은 기술과 감성을 동시에 느끼게끔 하였다. 긴급 제동 보조, 전방 추돌 경보(FCW), 차선 이탈 경보, 차선 유지 보조가 모든 사양에 기본 적용되어 안전성을 높였다.
아일랜드 수출 사양에는 2인승 승용 밴도 있다.
출시 초기에는 136마력 1.6리터 커먼레일 디젤 엔진이 장착됐다. 2019년 8월에는 저공해 3종 자동차 인증을 획득하여 혼잡 통행료와 공영‧공항 주차장 이용료를 50~60% 감면받을 수 있는 170마력 1.5ℓ 가솔린 터보 엔진이 더해졌다. 170마력 1.5리터 가솔린 터보 엔진은 토레스, 티볼리도 공용한다.
2023년 1월에 미세먼지 등 대기환경 이슈 문제에 기인하여, 1.6리터 커먼레일 디젤 엔진의 판매를 중지했다.
하지만 아랫급인 티볼리와 별반 차이가 없는 전면 디자인으로 어마어마한 혹평을 받았고, 이 때문에 판매 부진에 시달렸다. 4세대 코란도의 판매 부진에, 마힌드라 & 마힌드라가 경영권 포기를 선언하면서 쌍용자동차는 또 다시 경영 위기에 몰렸다. 결국 쌍용자동차는 4세대 코란도의 모노코크 타입 플랫폼으로 토레스라는 모델을 하나 더 개발하여 시판하게 된다. 그리고 코란도와는 달리 이전에 판매되었던 뉴 코란도와 무쏘 등의 차량을 재해석해서 디자인한 덕분에 호조세를 보이고 있다.
본래 페이스리프트 모델이 2023년경에 출시될 예정이었으나, KG모빌리티에서 차기 모델인 KR10에 집중을 더 기울이는 식으로 선회하면서 출시 없이 기존 모델을 KR10 출시 이전까지 판매할 예정이다.

#### 신차 안전도 평가
- 2019년 Euro NCAP 유럽 신차 안전도 평가에서 별 5개 만점에 별 5개를 획득함.

제원
| 구분                 | 1.6ℓ 2WD(수동 6단)            | 1.6ℓ 2WD(자동 6단)            | 1.6ℓ 4WD(자동 6단)            | 1.5ℓ 2WD(자동 6단)                                                                | 1.5ℓ 4WD(자동 6단)                      |
| -------------------- | ----------------------------- | ----------------------------- | ----------------------------- | --------------------------------------------------------------------------------- | --------------------------------------- |
| 전장 (mm)            | 4,450                         | 4,450                         | 4,450                         | 4,450                                                                             | 4,450                                   |
| 전폭 (mm)            | 1,870                         | 1,870                         | 1,870                         | 1,870                                                                             | 1,870                                   |
| 전고 (mm)            | 1,620 1,630(루프랙 적용 시)   | 1,620 1,630(루프랙 적용 시)   | 1,620 1,630(루프랙 적용 시)   | 1,620 1,630(루프랙 적용 시)                                                       | 1,620 1,630(루프랙 적용 시)             |
| 축거 (mm)            | 2,675                         | 2,675                         | 2,675                         | 2,675                                                                             | 2,675                                   |
| 윤거 (전, mm)        | 1,595                         | 1,595                         | 1,595                         | 1,595                                                                             | 1,595                                   |
| 윤거 (후, mm)        | 1,620                         | 1,620                         | 1,620                         | 1,620                                                                             | 1,620                                   |
| 최저 지상고 (mm)     | 185                           | 185                           | 185                           | 185                                                                               | 185                                     |
| 승차 정원            | 5명                           | 5명                           | 5명                           | 5명                                                                               | 5명                                     |
| 변속기               | 수동 6단                      | 자동 6단                      | 자동 6단                      | 자동 6단                                                                          | 자동 6단                                |
| 구동 형식            | 전륜구동                      | 전륜구동                      | 4륜 구동                      | 전륜 구동                                                                         | 4륜 구동                                |
| 서스펜션(전/후)      | 맥퍼슨 스트럿/멀티 링크       | 맥퍼슨 스트럿/멀티 링크       | 맥퍼슨 스트럿/멀티 링크       | 맥퍼슨 스트럿/멀티 링크                                                           | 맥퍼슨 스트럿/멀티 링크                 |
| 엔진 형식            | 673910                        | 673910                        | 673910                        | 175950                                                                            | 175950                                  |
| 연료                 | 디젤                          | 디젤                          | 디젤                          | 가솔린                                                                            | 가솔린                                  |
| 배기량 (cc)          | 1,597                         | 1,597                         | 1,597                         | 1,497                                                                             | 1,497                                   |
| 최고 출력 (ps/rpm)   | 136/4,000                     | 136/4,000                     | 136/4,000                     | 170/5,000                                                                         | 170/5,000                               |
| 최대 토크 (kg*m/rpm) | 30.6/1,500~3,000              | 33.0/1,500~2,500              | 33.0/1,500~2,500              | 28.6/1,500~4,000                                                                  | 28.6/1,500~4,000                        |
| 연료 탱크 용량 (ℓ)   | 47                            | 47                            | 47                            | 50                                                                                | 50                                      |
| 요소수 탱크 용량 (ℓ) | 12                            | 12                            | 12                            | -                                                                                 | -                                       |
| 공차 중량 (kg)       | 1,525                         | 1,535                         | 1,640                         | 1,470(17/19인치 휠)                                                               | 1,535(19인치 휠)                        |
| 연비 (km/ℓ)          | 도심 14.5/고속 16.0/복합 15.2 | 도심 13.2/고속 15.5/복합 14.1 | 도심 12.3/고속 14.9/복합 13.3 | 도심 10.4/고속 12.5/복합 11.3(17인치 휠) 도심 10.2/고속 12.3/복합 11.1(19인치 휠) | 도심 9.1/고속 11.6/복합 10.1(19인치 휠) |
| Co2 배출량 (g/km)    | 123                           | 134                           | 143                           | 147(17인치 휠) 149(19인치 휠)                                                     | 166(19인치 휠)                          |

### 코란도 EV(2022년2월~2025년4월 30일)
쌍용자동차의 첫 EV 모델이자 4세대 코란도의 전동화 모델이며, 전륜구동으로만 나온다.
초기형은 2022년 2월 4일에 출시되었다. 출시 당시 차명은 "코란도 e-모션"이었으며, LG에너지솔루션의 61.5kWh 삼원계 충전지를 탑재했다. 초기형의 1회 충전 후 항속거리는 307km로, 다소 짧은 편이었다. 충전 규격은 DC콤보-1이다. 최대출력 190ps, 최대토크 36.7kg.m의 성능을 낸다.
하지만 초기형은 LG에너지솔루션의 충전지 공급 지연 때문에 생산이 크게 지연됐고, 해외 시장의 배출가스 총량 규제 때문에 대부분의 생산 물량을 외국으로 수출해서 대한민국 내수에는 많이 공급되지 못했다.
LG에너지솔루션의 충전지 공급 지연 때문에, KG모빌리티가 토레스의 EV 모델인 EVX에는 BYD로부터 리튬인산철 충전지를 공급받기로 했다. 또한 KG모빌리티에서는 LG에너지솔루션 대신 다른 업체에서 충전지를 공급받아 코란도 e-모션의 부분변경 모델을 내놓기로 했으나, 상품성 문제와 토레스 EVX의 출시 시기가 겹쳐서 한동안 대한민국에서 재출시되지 않았다.
2023년 12월 19일에 KG모빌리티는 코란도 e-모션을 코란도 EV로 차명을 바꾸고, 2024년 6월에 재출시한다고 정식 발표했다. 충전지는 리튬인산철(LFP)로 바꿨으며, 충전지 용량은 73.4kWh다. 항속거리는 복합 401km로 늘렸다. 니로 플러스처럼 코란도 EV의 영업용 택시 사양도 내놓기로 했다. 초기형과 달리 V2L 기능을 추가했다.
2024년 5월 23일에 코란도 EV 택시를 먼저 출시했다. 동년 6월 4일에는 코란도 EV 자가용을 출시했다. 그러나 판매 부진으로 코란도 EV는 2025년에 민수용의 생산이 중지됐고, 택시용으로만 판매한다.

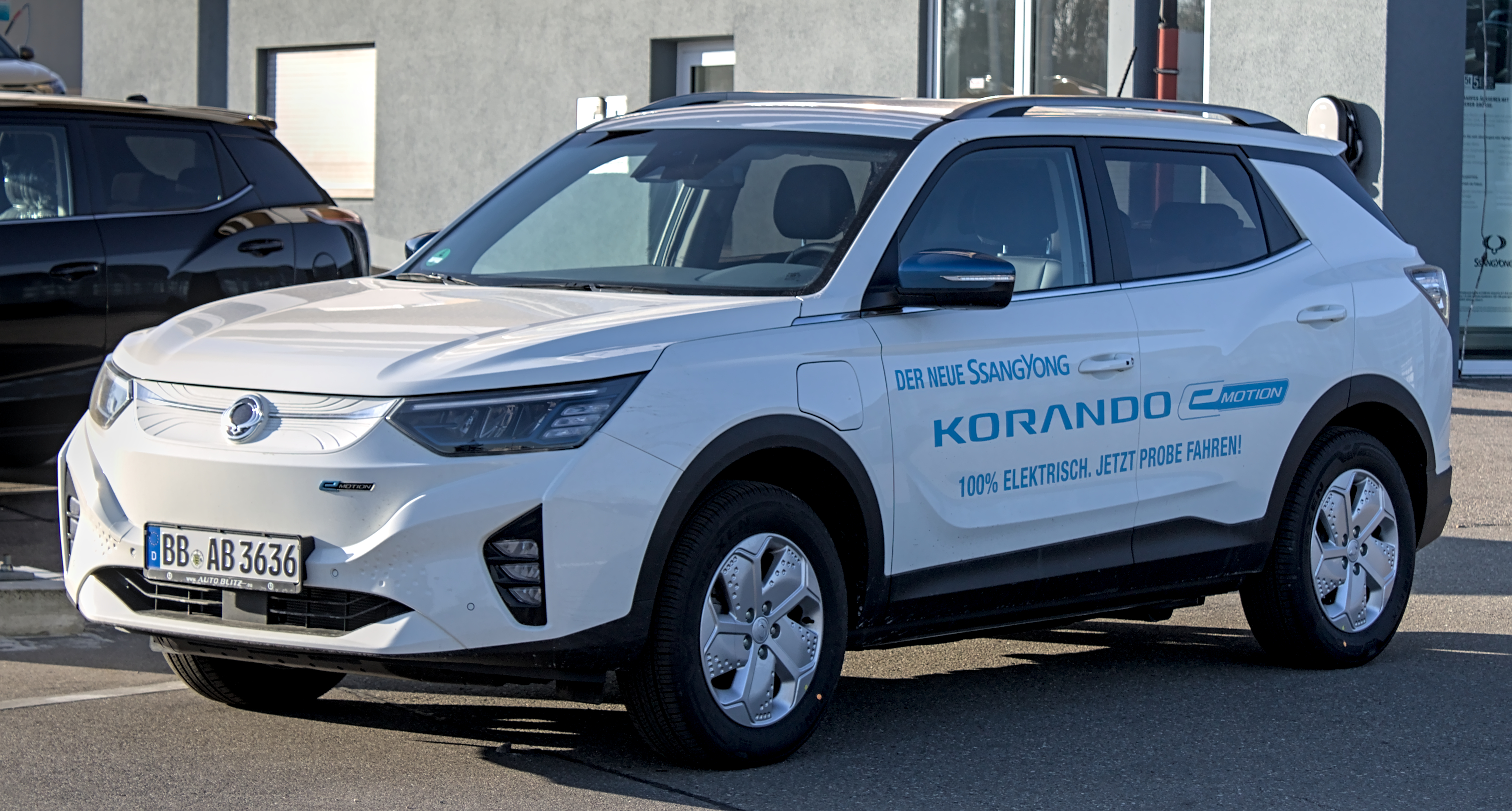
쌍용 코란도 e-모션 정측면
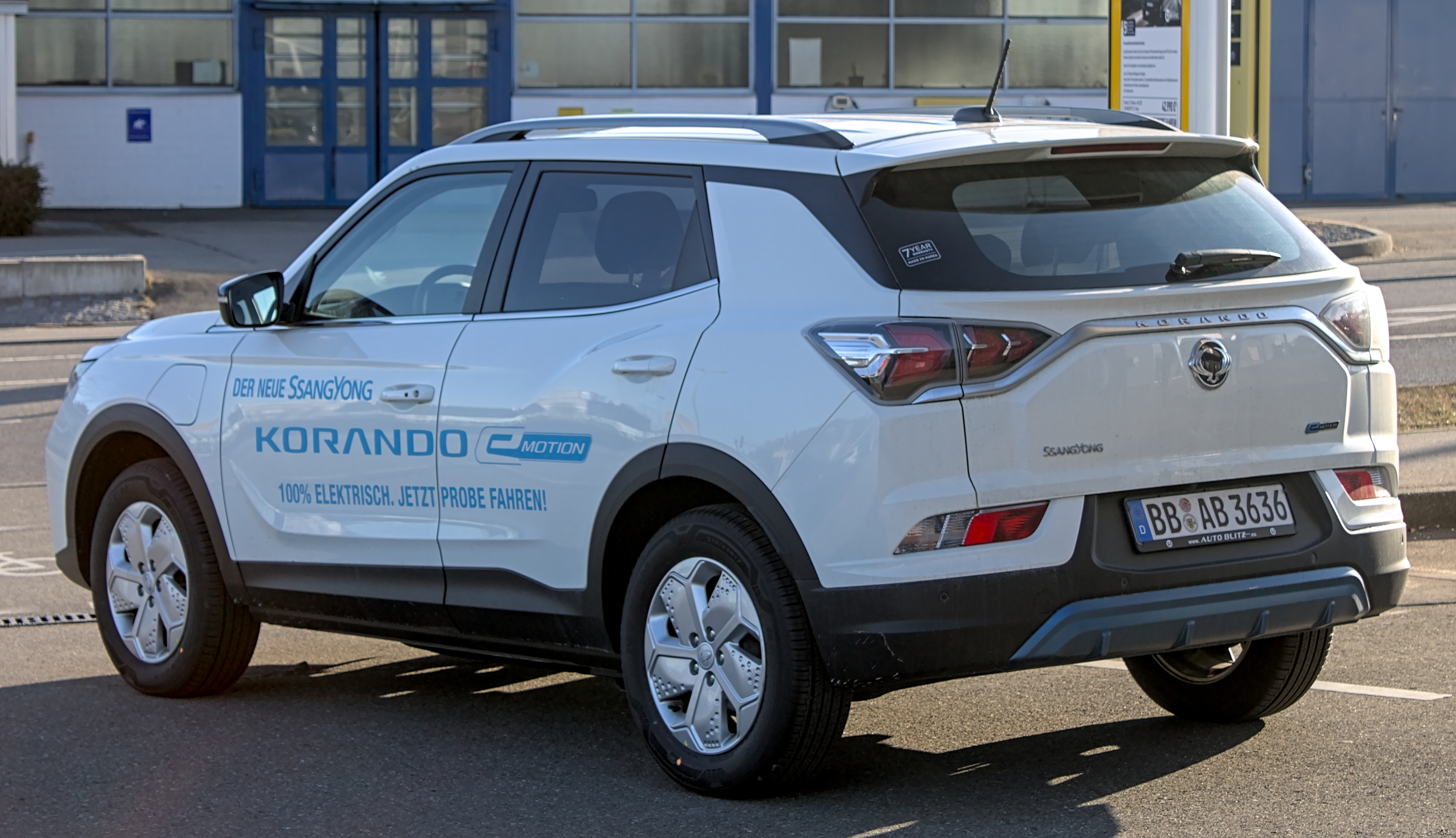
쌍용 코란도 e-모션 후측면

## 각종 미디어에서의 등장
- 강력 3반에서 김홍주(김민준 분)이 2세대 코란도를 타고 다녔다.

### 만화에서의 등장
- 그레이트 큐봇 - 젬버 (3세대 모델)